# ジン・アンダーソン
ジン・アンダーソン（Gene Anderson、本名：Eugene Avon Anderson、1939年10月4日 - 1991年10月31日）は、アメリカ合衆国のプロレスラー。ミネソタ州セントポール出身。生年は1933年ともされる。
1960年代から1980年代にかけて一世を風靡したヒールの極道兄弟ユニット、ミネソタ・レッキング・クルーの「長兄役」として活躍した。

## 来歴
1958年のデビュー以降、地元ミネソタのAWAを主戦場に活動。1966年にAWAニューフェイスのラリー・ハイニエミをラーズ・アンダーソンに改名させ、兄弟と称してミネソタ・レッキング・クルー（The Minnesota Wrecking Crew）を結成（実際には血縁関係はない）。NWA圏のジョージアにてエンリケ&ラモンのトーレス兄弟と抗争し、1967年4月にジョージア版のNWA世界タッグ王座を奪取した。
1960年代末からはロック・ロゴウスキーを兄弟の「三男」オレイ・アンダーソンとして新メンバーに加え、ラーズの脱退後はオレイとのコンビで活動。1970年1月には日本プロレスに揃って初来日し、1月11日に岡山県体育館でオレイ、29日に愛知県体育館でボボ・ブラジルと組み、アントニオ猪木&吉村道明のアジアタッグ王座に2度挑戦した。シングルでも、シリーズ最終戦となる2月4日の旭川市大会において、大木金太郎のアジアヘビー級王座に挑戦している。日本プロレスには1971年末にも単身で再来日しており、年明けの1972年1月5日に愛知県体育館で大木のアジアヘビー級王座に再挑戦した。1973年10月には国際プロレスにもオレイと共に参戦しており、11月4日に鹿島郡神栖町にてラッシャー木村&グレート草津のIWA世界タッグ王座に挑戦。アニマル浜口とも金網デスマッチで2回対戦した。
以降も1970年代全般から1980年代初頭にかけて、オレイとのミネソタ・レッキング・クルーでNWAの南部テリトリーを席巻。ジム・クロケット・ジュニアの運営するミッドアトランティック地区ではワフー・マクダニエル&ルーファス・ジョーンズ、リック・フレアー&グレッグ・バレンタイン、ダスティ・ローデス&ディック・スレーター、マスクド・スーパースター&ポール・ジョーンズなどの強豪チームを破りミッドアトランティック版のNWA世界タッグ王座を再三獲得。ジム・バーネットが主宰するジョージア・チャンピオンシップ・レスリングではミスター・レスリング1号&2号とジョージア・タッグ王座を巡る抗争を展開した。
1980年よりミッドアトランティック地区でヒールのマネージャーを兼任するようになり、イワン・コロフ、レイ・スティーブンス、ジミー・スヌーカ、アイアン・シーク、ボビー・ダンカン、グレッグ・バレンタインらを担当。タッグの名手だった手腕を発揮し、彼らにNWA世界タッグ王座を奪取させている。また、うるさ型のベテラン・ヒールとして、マイク・ロトンドやマーク・ヤングブラッドなど当時売り出し中の若手選手のジョバーを務めることもあった。
1984年にプロレス業界から引退し、主戦場だったノースカロライナにてシェリフの代理職に就いていた。1991年10月31日、52歳で死去。没後の2010年、ラーズやオレイと共にNWA殿堂に迎えられた。
息子のブラッド・アンダーソンも1988年にプロレスラーとしてデビューしており、2000年代後半までインディー団体で活動していた。

## 得意技
- アトミック・ボムズ・アウェイ[5]
- ブレーンバスター
- キチンシンク

## 獲得タイトル
ジョージア・チャンピオンシップ・レスリング
- NWA世界タッグ王座（ジョージア版）：1回（w / ラーズ・アンダーソン）[7]
- NWA南部タッグ王座（ジョージア版）：2回（w / ラーズ・アンダーソン）[18]
- NWAサウスイースタン・タッグ王座（ジョージア版）：2回（w / オレイ・アンダーソン）[19]
- NWAジョージア・タッグ王座：7回（w / オレイ・アンダーソン）[14]
- NWAメイコン・タッグ王座：1回（w / オレイ・アンダーソン）[20]

ミッドアトランティック・チャンピオンシップ・レスリング
- NWA世界タッグ王座（ミッドアトランティック版）：7回（w / オレイ・アンダーソン）[13]
- NWA大西洋岸タッグ王座：4回（w / オレイ・アンダーソン）[21]
- NWAミッドアトランティック・タッグ王座：3回（w / オレイ・アンダーソン）[22]

ナショナル・レスリング・アライアンス
- NWA殿堂：2010年[16]